# Wiesław Kądziela
Wiesław Eugeniusz Kądziela (ur. 6 grudnia 1943 w Warszawie) – polski duchowny rzymskokatolicki, autor pieśni religijnych.

## Życiorys
Syn Stanisława i Zofii z domu Kucharczyk. W 1967 roku otrzymał magistra sztuki w zakresie muzykologii na Wydziale Instrumentalnym Państwowej Wyższej Szkoły Muzycznej (klasa skrzypiec). W 1966 wstąpił do seminarium w Warszawie. Studiował na jednym roku z ks. Jerzym Popiełuszką, ks. Ryszardem Rumiankiem (późniejszym rektorem Uniwersytetu Kardynała Stefana Wyszyńskiego, tragicznie zmarłym w 2010 roku w katastrofie pod Smoleńskiem). Święcenia kapłańskie przyjął w 1972 roku z rąk Stefana kardynała Wyszyńskiego w archikatedrze warszawskiej. Po święceniach, przez dwa lata, pełnił funkcje wikariusza w parafii św. Anny w Wilanowie. Od 1974 do 1997 był prefektem alumnów w Wyższym Metropolitalnym Seminarium Duchownym w Warszawie. Od tego roku do chwili obecnej jest wykładowcą muzyki kościelnej i opiekunem chóru kleryckiego w warszawskim seminarium.
W latach 1987–1997 był rektorem kościoła seminaryjnego kościoła Wniebowzięcia Najświętszej Maryi Panny i św. Józefa Oblubieńca Bogurodzicy przy Krakowskim Przedmieściu w Warszawie. Obecnie – wikariusz rektorski i duszpasterz tego kościoła. W latach 1992–1997 był członkiem Rady Kapłańskiej i Kolegium Konsultorów archidiecezji warszawskiej. Od 1993 roku członek Komisji ds. Muzyki Kościelnej a od 1995 członek Rady Duszpasterskiej. Autor wielu pieśni religijnych (wraz z biskupem Józefem Zawitkowskim) i członek Redakcji Mszy Świętej Radiowej nadawanej co tydzień z kościoła Świętego Krzyża w Warszawie przez Pierwszy Program Polskiego Radia. Od lat 80. XX w. roku prowadzi kurs lektorski przygotowujący młodych mężczyzn do służby liturgicznej w archidiecezji warszawskiej, których jest też duszpasterzem (wcześniej kurs prowadził ks. Bogusław Bijak, a ks. Wiesław Kądziela był wykładowcą śpiewu i fonetyki).

## Wybrane utwory
- Panie, dobry jak chleb (hymn II Krajowego Kongresu Eucharystycznego z 1987 roku),
- Błogosławiona jesteś, Maryjo,
- Bóg nad swym ludem,
- Oto Pan przybywa,
- Chwała, moc i dziękczynienie,
- Panie, zostań z nami (hymn III Krajowego Kongresu Eucharystycznego z 2005 roku),
- Cały świat jest pełny Twej miłości,
- Abyśmy byli jedno,
- Jezu, Tyś drogą,
- Soli Deo – Jedynemu Bogu (hymn na beatyfikację Kardynała Stefana Wyszyńskiego),
- Ojcze Bronisławie, nasz błogosławiony (pieśń do bł. Bronisława Markiewicza do słów bp. Józefa Zawitkowskiego)[3].

## Tytuły kościelne
- 1987 – odznaczony przywilejem noszenia rokiety, mantoletu i pierścienia,
- 1992 – zostaje kanonikiem gremialnym Kapituły Metropolitalnej Warszawskiej,
- 1998 – otrzymuje tytuł Prałata Jego Świątobliwości.